# Campeonato Mundial de Atletismo Júnior de 2010 - 3000 m feminino
A prova dos 3000 metros rasos feminino do Campeonato Mundial de Atletismo Júnior de 2010 ocorreu no dia 19 de julho em Moncton, no Canadá. 

## Recordes
Antes desta competição, os recordes mundiais e do campeonato nesta prova eram os seguintes:
|     | Nome        | Nacionalidade | Tempo   | Local | Data                   |
| --- | ----------- | ------------- | ------- | ----- | ---------------------- |
| WJR | Zola Budd   | Reino Unido   | 8:28.83 | Roma  | 7 de setembro de 1985  |
| CR  | Zhang Linli | China         | 8:46.46 | Seul  | 20 de setembro de 1992 |

## Medalhistas
| Ouro                | Prata                | Bronze                  |
| Mercy Cherono (KEN) | Emebet Anteneh (ETH) | Layes Abdullayeva (AZE) |

## Cronograma
Todos os horários são locais (UTC-4).
| Data        | Hora  | Evento |
| ----------- | ----- | ------ |
| 19 de julho | 19:25 | Final  |

## Resultado

### Final
A prova final foi realizada no dia 19 de julho ás 19:25. 
| Posição           | Atleta                     | Nacionalidade  | Tempo   | Notas                |
| ----------------- | -------------------------- | -------------- | ------- | -------------------- |
| Medalha de ouro   | Mercy Cherono              | Quênia         | 8:55.07 | Melhor marca do ano  |
| Medalha de prata  | Emebet Anteneh             | Etiópia        | 8:55.24 | Recorde pessoal      |
| Medalha de bronze | Layes Abdullayeva          | Azerbaijão     | 8:55.33 | , NJR                |
| 4                 | Purity Cherotich Rionoripo | Quênia         | 8:56.91 | Recorde pessoal      |
| 5                 | Tejitu Daba                | Bahrein        | 9:01.22 | NJR                  |
| 6                 | Genet Yalew                | Etiópia        | 9:01.75 | Recorde pessoal      |
| 7                 | Jennifer Wenth             | Áustria        | 9:09.20 | NJR                  |
| 8                 | Hannah Newbould            | Nova Zelândia  | 9:15.68 | Recorde pessoal      |
| 9                 | Jordan Hasay               | Estados Unidos | 9:15.78 | Recorde pessoal      |
| 10                | Emily Sisson               | Estados Unidos | 9:16.80 | Recorde pessoal      |
| 11                | Emelia Gorecka             | Reino Unido    | 9:18.43 |                      |
| 12                | Haruka Kyuma               | Japão          | 9:22.13 |                      |
| 13                | Karla Díaz                 | México         | 9:23.22 | NJR                  |
| 14                | Tuğba Karakaya             | Turquia        | 9:23.65 | Recorde pessoal      |
| 15                | Gulshat Fazlitdinova       | Rússia         | 9:25.32 |                      |
| 16                | Laura Nagel                | Nova Zelândia  | 9:25.91 | Recorde pessoal      |
| 17                | Mojie Cao                  | China          | 9:27.96 |                      |
| 18                | Kanako Fujiishi            | Japão          | 9:28.04 | Recorde da temporada |
| 19                | Mary Naali                 | Tanzânia       | 9:42.51 | Recorde pessoal      |
| 20                | Esma Aydemir               | Turquia        | 9:43.03 |                      |
| 21                | Laura Galván               | México         | 9:47.09 |                      |
| 22                | Caroline Pfister           | Canadá         | 9:47.55 | Recorde da temporada |

Legenda
| Recorde mundial       | Recorde mundial (World record)               |                       | Recorde africano                      | Recorde africano (African) |                                           | Q | Classificado por posição (Qualified) |
| Recorde do campeonato | Recorde do campeonato (Championship record)  | Recorde da América    | Recorde da América (Americas)         | q                          | Classificado por melhor tempo (Qualified) |   |                                      |
| Melhor marca do ano   | Melhor marca do ano (World leading)          | Recorde asiático      | Recorde asiático (Asian)              | DNS                        | Não largou (Did not start)                |   |                                      |
| Recorde nacional      | Recorde nacional (National record)           | Recorde europeu       | Recorde europeu (European)            | DNF                        | Não terminou (Did not finish)             |   |                                      |
| Recorde pessoal       | Recorde pessoal do atleta (Personal best)    | Recorde da Oceania    | Recorde da Oceania (Oceania)          | DSQ / DQ                   | Desclassificado (Disqualified)            |   |                                      |
| Recorde da temporada  | Recorde da temporada do atleta (Season best) | Recorde sul-americano | Recorde sul-americano (South America) | NM                         | Sem marca (No mark)                       |   |                                      |